# Epipodisma
Epipodisma is een geslacht van rechtvleugeligen uit de familie veldsprinkhanen (Acrididae). De wetenschappelijke naam van dit geslacht is voor het eerst geldig gepubliceerd in 1951 door Ramme.

## Soorten
Het geslacht Epipodisma  is monotypisch en omvat slechts de volgende soort:
- Epipodisma pedemontana (Brunner von Wattenwyl, 1882)